# Пема Чоден
Пема Чоден (англ. Pema Choden; нар. 1965) — бутанська дипломатка. 3 січня 2014 року амбасадорка в Бангладеші, друга жінка в країні на подібній посаді (після Кунзанг Чходен Намг'єл, заступниці Постійного представника в Нью-Йорку, а після – Постійної представниці в ООН. 

## Навчання та початок дипломатичної діяльності
Пема Чоден здобула ступінь бакалавра у Коледжі Шерубце, Бутан. Після цього вивчала міжнародні відносини та французьку мову в Міжнародному інституті державного управління у Парижі та в Національній школі адміністрації у Стразбурзі. 
У 1989 році почала державну службу у Міністерстві закордонних справ Бутану. Вона очолювала відділ двосторонніх відносин з Європою, Америкою та Африкою, а також працювала виконавчою директором у телерадіомовній службі Бутану, яка є єдиною для країни. Також працювала як Перша секретарка ООН в Женеві, помічниця директора з питань кабінету міністрів в МЗС, а також Третя секретарка посольства Бутану в Бангладеші. Починаючи з 2014 року і до 2016 року вона була Постійною представницею Бутану в Бангладеші, де замінила на посаді Дашо Бап Кесанга, також була акредитована на Мальдівах, у Пакистані, Південній Кореї, Шрі-Ланці. Надалі, з 2016 року, працювала Постійною представницею з одночасною акредитацією у Бельгії, Швеції, Нідерландах, Данії, Фінляндії та Європейському Союзі, перебуваючи в Брюсселі. 8 березня 2021 року Пема Чоден стала Директором Департаменту багатосторонніх відносин, а 6 листопада 2021 Король призначив її на посаду нової Секретарки Міністерства закордонних справ.  
Як співробітниця Міністерства закордонних справ Бутану, Пема Чоден здійснює регулярні офіційні візити до інших країн та приймає високопосадовців у своїй країні. З 7 по 8 грудня 2021 року Пема Чоден на запрошення уряду Республіки Корея взяла участь Сеульській міністерській онлайн-зустрічі ООН з миротворчих питань. 31 січня 2022 року вона офіційно підтвердила ратифікацію Рамкової угоди з Європейським Інвестиційним Банком щодо початку діяльності організації у Бутані. 4 лютого 2022 року Пема Чоден очолила делегацію Бутану до Копенгагену для проведення двосторонніх консультацій. З 22 по 24 серпня 2022 року вона перебувала з офіційним візитом у Нью-Делі, куди прибула на запрошення Міністр закордонних справ Індії — Віная Мохана Кватри. Пізніше, з 18 по 20 січня 2023 року, вже Вінай Мохана Кватра перебував у Бутані на запрошення Пеми Чоден. 

## Особисте життя
Пема Чоден одружена, має трьох дітей. 